# تودور بورموف
تودور بورموف (انگلیسی: Todor Burmov؛ ۱۴ ژانویهٔ ۱۸۳۴ – ۷ نوامبر ۱۹۰۶) یک سیاست‌مدار اهل بلغارستان بود. 